# АМ1
АМ1 (иногда АМ-1) — четырёхосная автомотриса, предназначена для перевозки пассажиров на узкоколейных железных дорогах (УЖД), с шириной колеи 750 мм. Производилась на Демиховском машиностроительном заводе (ДМЗ) в СССР. Может эксплуатироваться как самостоятельная единица, а также в составе, включающем до трёх прицепных пассажирских вагонов ПВ40.

## История создания и выпуска
Автомотриса АМ1 была спроектирована на Демиховском машиностроительном заводе в 1962 году на базе четырёхосного пассажирского вагона ПВ40 колеи 750 мм. На автомотрисе была использована оригинальная механическая передача конструкции ДМЗ. После испытаний в 1962 году автомотриса была принята госкомиссией и в 1963 году Демиховский машиностроительный завод приступил к серийному выпуску. За период серийного производства с 1962 года по 1972 год было построено 297 автомотрис.

## Общие сведения

### Назначение
Автомотриса АМ1 представляет собой самоходный вагон и предназначена для перевозки пассажиров на УЖД колеи 750 или 760 мм. Может эксплуатироваться как самостоятельная единица (без вагонов), а также тянуть состав из нескольких прицепных пассажирских вагонов.

### Технические характеристики

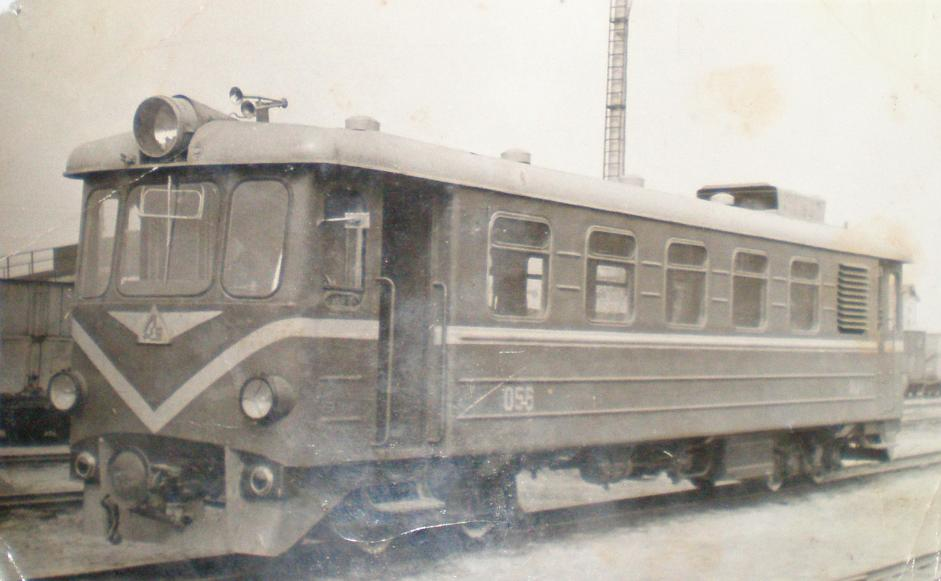
АМ1-056

Основные параметры автомотрисы:
| Габарит (по ГОСТ 9720-61)                 | ТУ             |
| Длина по осям сцепления                   | 12 500 мм      |
| Длина кузова снаружи                      | 12 000 мм      |
| Ширина кузова (без гофров)                | 2300 мм        |
| Ширина по входным площадкам               | 2400 мм        |
| Высота от головки рельса до верха крыши   | 2960 мм        |
| Высота от головки рельса до верха выхлопа | 3250 мм        |
| Длина пассажирского салона                | 7160 мм        |
| Ширина салона внутренняя                  | 2150 мм        |
| Высота салона внутренняя                  | 2100 мм        |
| База автомотрисы                          | 7200 мм        |
| База тележки                              | 1300 мм        |
| Диаметр колеса по кругу катания           | 540 мм         |
| Ширина колеи                              | 750 или 760 мм |
| Наименьший радиус проходимых кривых       | 40 м           |
| Осевая формула                            | 20-2 (B-2)     |
| Масса тары                                | 15,5 тонн      |
| Мощность двигателя                        | 120 л. с.      |
| Конструктивная скорость                   | 60 км/ч        |
| Ускорение при пуске                       | 0,5 м/c²       |
| Количество вагонов типа ПВ40              | 3 (не более)   |
| Число мест для сидения                    | 37             |
| Вместимость                               | 80 чел.        |
| Количество дверей                         | по 2 на борт   |

## Конструкция

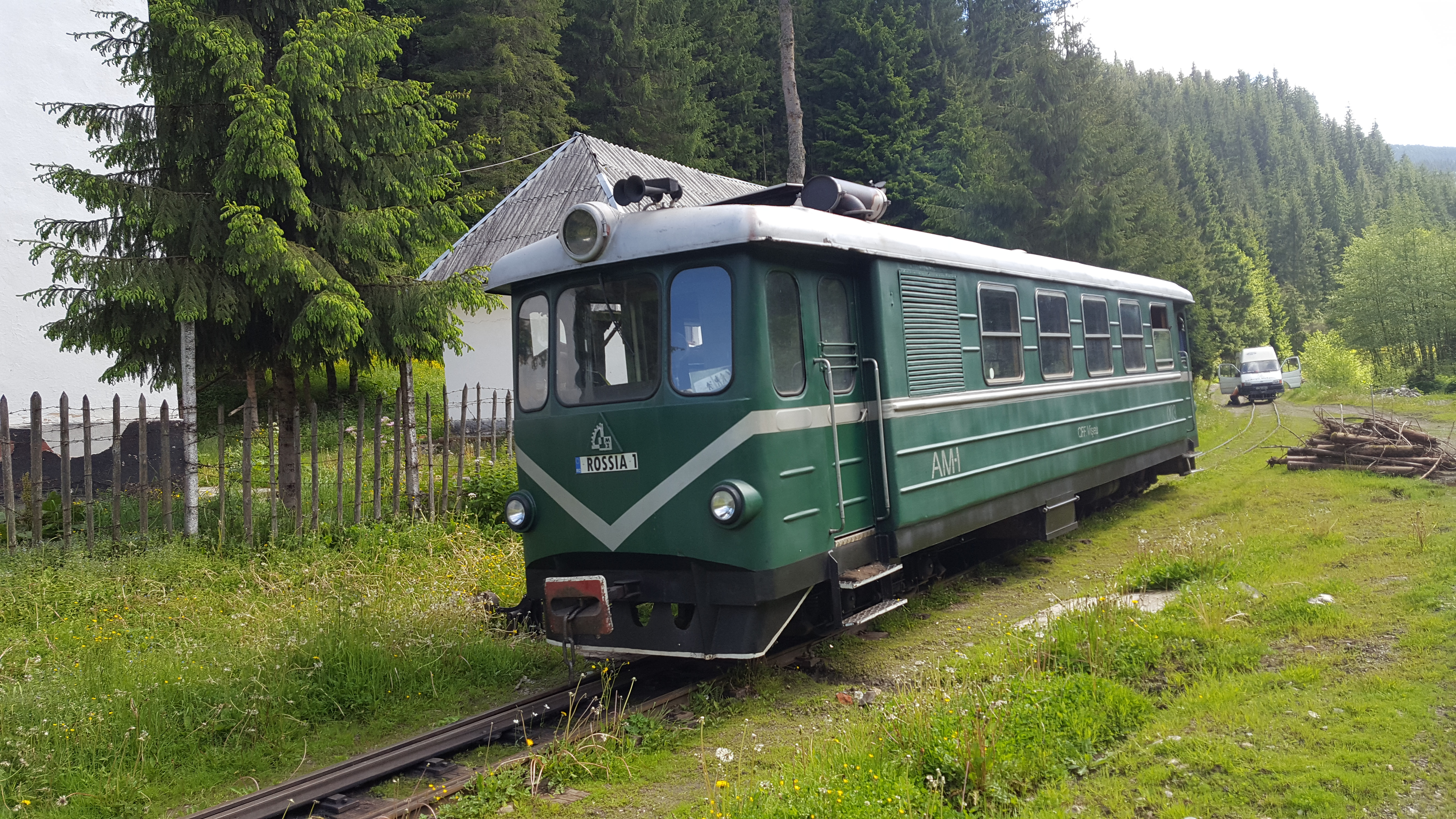
Общий вид автомотрисы АМ1-003

Автомотриса одновагонная четырёхосная, с осевой формулой 20-2 (по советской системе) или B-2 (по международной системе). Передача механическая. Тип двигателя — дизельный, ЯАЗ-М204А.

### Механическая часть

#### Кузов и сцепные устройства
Кузов автомотрисы АМ1 конструктивно основан на кузове вагона ПВ40, с обеих сторон которого были добавлены кабины машиниста, а внутри от пространства салона выделено машинное отделение, в котором размещается дизельный двигатель. За счёт добавления кабин длина рамы кузова автомотрисы АМ1 по сравнению с вагоном увеличилась с 10 200 до 12 000 мм, а общая длина автомотрисы по буферам —  с 11 000 до 12 500 мм, при этом длина основной части кузова, включающей тамбуры и салонное пространство между ними, не претерпела изменений. Внутри кузов автомотрисы разделён перегородками с дверями на две кабины машиниста, машинное отделение, пассажирский салон и тамбуры. Боковые стены в пространстве между тамбурами имеют по шесть окон с обеих сторон, одно из которых за одной из кабин занимает машинное отделение и проходной коридор слева от него, а остальные пять — пассажирский салон. В оконном проёме машинного отделения вместо стекла может быть установлена решётка-воздухозаборник. Тамбуры расположены позади каждой кабины и имеют с обеих сторон одностворчатые поворотные двери, и для упрощения посадки и высадки снабжены двумя наружными ступеньками и вертикальными поручнями. По ширине боковины кабин и тамбуров автомотрисы уже основной части кузова и крыши и образуют характерные углубления.
Кабины машиниста автомотрисы имеют гладкие скруглённые углы. Спереди в верхней части кабины расположено три лобовых стекла со скруглёнными углами — широкое в середине и узкие по краям, а по бокам кабины имеют по одному узкому боковому окну. Ниже лобовых стёкол возле краёв передней части размещены круглые буферные фонари с выдающимся вперёд корпусом, а над кабиной на уровне крыши по центру размещён круглый прожектор, также выступающий вперёд и вверх относительно крыши. Автомотриса оборудована стандартными ударно-тяговыми приборами с буфером и цепной стяжкой или узкоколейной автосцепкой, по бокам от которой размещены красные огни для обозначения хвоста поезда. Снизу под кузовом ниже сцепных устройств к раме закреплён путеочиститель.

#### Ходовая часть и тормозное оборудование

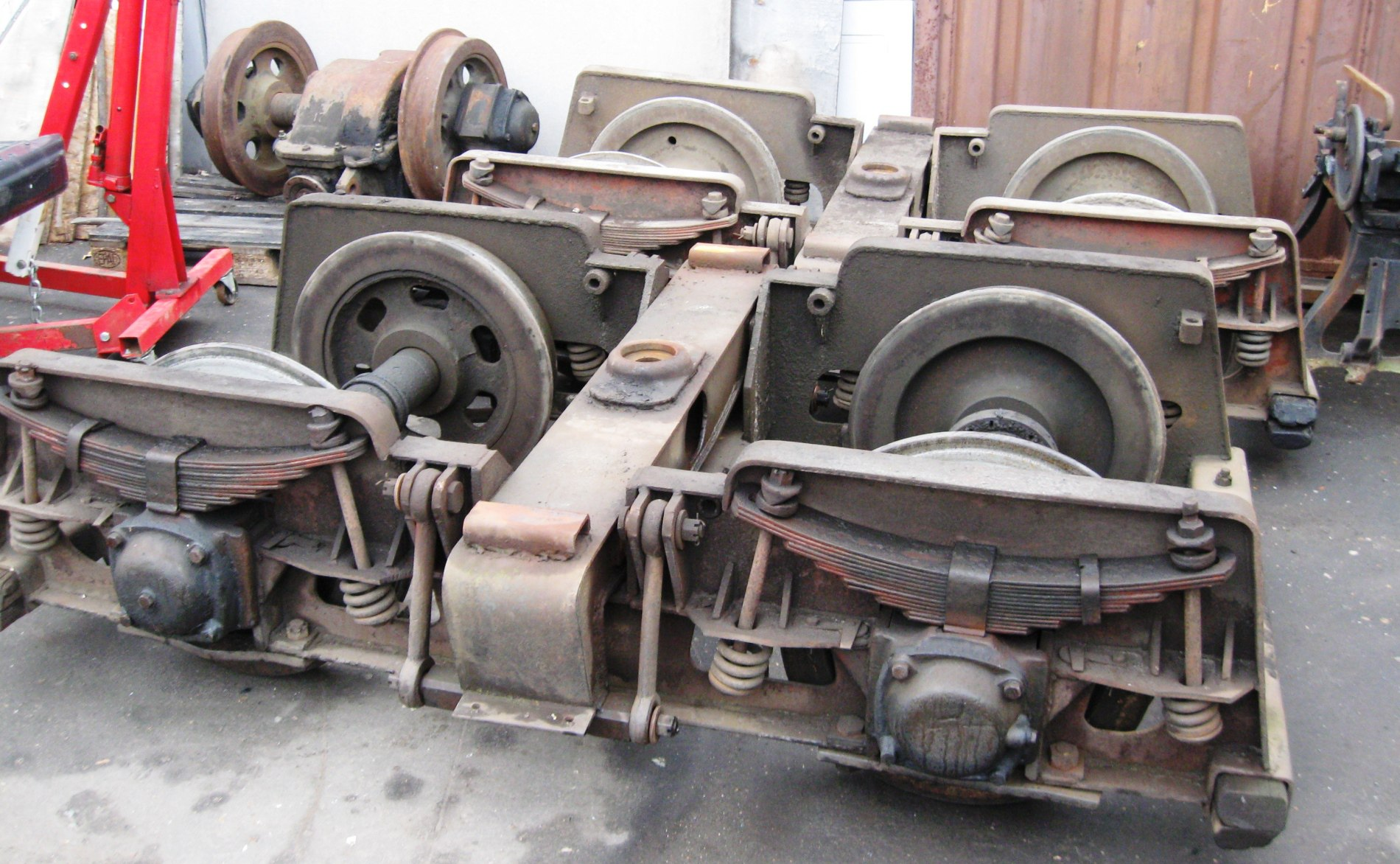
Тележки

Ходовая часть включает две двухосные тележки: ведущую и поддерживающую. Колёсные пары ведущей тележки снабжены двухступенчатыми осевыми редукторами со сквозными приводными валами, соединенными карданным валом. Тележка состоит из рамы, люльки, рессорного подвешивания, колёсных пар с роликовыми буксами, рычажной системы торможения. Ведущая тележка также имеет колёсные осевые редукторы.

### Силовая часть

#### Двигатель
На машине применён двигатель типа ЯАЗ-М204А мощностью 120 л. с., с нагнетателем, передача — механическая. Двигатель серии ЯАЗ-204 (выпускался с 1947 по 1993 год) создан на основе американского двигателя GMC 4-71. 
Масляный насос устроен таким образом, что работает практически только в движении. Система охлаждения радиатора двигателя приводится в действие его выхлопными газами и на стоянке почти не работает.

#### Коробка передач
Коробка переключения передач (КПП) четырёхступенчатая, установлена на двигателе. Сцепление с двигателем — постоянное. КПП содержит три вала:
- первичный вал (с двумя многодисковыми фрикционными муфтами и шестернями);
- промежуточный вал (с жёсткозакреплёнными шестернями);
- выходной вал (с автоматической обгонной муфтой и одной жёсткозакреплённой шестернёй).

Управление муфтами на первичном валу осуществляется посредством внешнего пневмопривода. Многодисковая муфта на выходном валу управляется подачей воздуха по осевому каналу внутри вала. КПП связана с реверс-режимкой коробкой (РРК) карданным валом, который проходит под кожухом в районе тамбура первой кабины. РРК жёстко закреплена на раме автомотрисы и содержит четыре вала:
- первичный вал;
- промежуточный вал;
- паразитный вал заднего хода;
- выходной вал, соединённый карданным с редуктором ведущей тележки.

РРК содержит автоматическую обгонную муфту и многодисковую фрикционную муфту, также управляемые пневматически через осевой канал вала. Переключение направления движения осуществляется пневмоприводом, встроенным в РРК.

### Пневматическое оборудование
Компрессор типа ВВ-0,7/8 (аналогичные приенялись на тепловозах ТУ4, ТУ7 и электропоездах ЭР). От компрессора воздух поступает в два главных резервуара. Через влагомаслоотделитель воздух поступает в питательную магистраль. В кабине краны машиниста усл. № 326, вспомогательный тормозной кран усл. № 4ВК. Также запитывается тормозная магистраль с единственным тормозным цилиндром (воздухораспределитель усл. № 292). Управление вентилями пневмосистемы осуществляется электрическими сигналами, поступающими из кабины машиниста. Автомотриса снабжена воздушным, автоматическим и ручным тормозами.

### Электрооборудование
Энергоснабжение автомотрисы осуществляется от генератора Г-732 или аккумуляторной батареи, переключаемых реле-регулятором. Электрическая аппаратура размещена в шкафу, установленном в мотоотсеке, аккумуляторная батарея расположена под кузовом освещение электрическое, напряжением 50 В.

### Интерьер

#### Пассажирский салон
Пассажирский салон оборудован жёсткими диванами для сидения на 37 посадочных мест, установленными у продольных стен в два продольных ряда с центральным проходом между ними вдоль направления движения по схеме 2+2. Сиденья расположены друг напротив друга возле окон по четыре на каждое окно, за исключением крайних окон по левому борту. В левом переднем углу салона позади машинного отделения двухместный диван спереди окна отсутствует, поскольку в этом месте расположен проход в коридор в передний тамбур слева от машинного отделения, а в левом заднем углу позади последнего окна имеется одноместный диван вместо двухместного для обеспечения открывания двери прохода в задний тамбур.
Отделка и оснащение салона автомотрисы аналогичны вагону ПВ40. Вентиляция автомотрисы естественная вытяжная (через дефлекторы, установленные на крыше); отопление водяное от системы охлаждения двигателя.

#### Кабина машиниста
В кабинах машиниста находятся пульты управления и соответствующая аппаратура, а также кресло машиниста. Управление осуществляется из любой из двух кабин.
Пульт управления имеет прямоугольную форму и расположен под небольшим наклоном к горизонтальной плоскости в сторону машиниста. В верхней и средней части пульта управления размещены стрелочные приборы контроля различных параметров автомотрисы и сигнальные лампы, в среднем ряду по центру между ними также находится переключатель реверса, а по краям — две рукоятки контроллера (переключение передач слева и регулирование мощности дизеля справа); в нижнем ряду расположены кнопки и переключатели управления различных систем автомотрисы. Слева от пульта размещены главный пневматический кран тормозной магистрали поезда усл. № 326 и манометр давления в ней, а справа — кран вспомогательного пневматического тормоза автомотрисы усл. № 4ВК. На задней стенке кабины слева расположен штурвал стояночного тормоза.

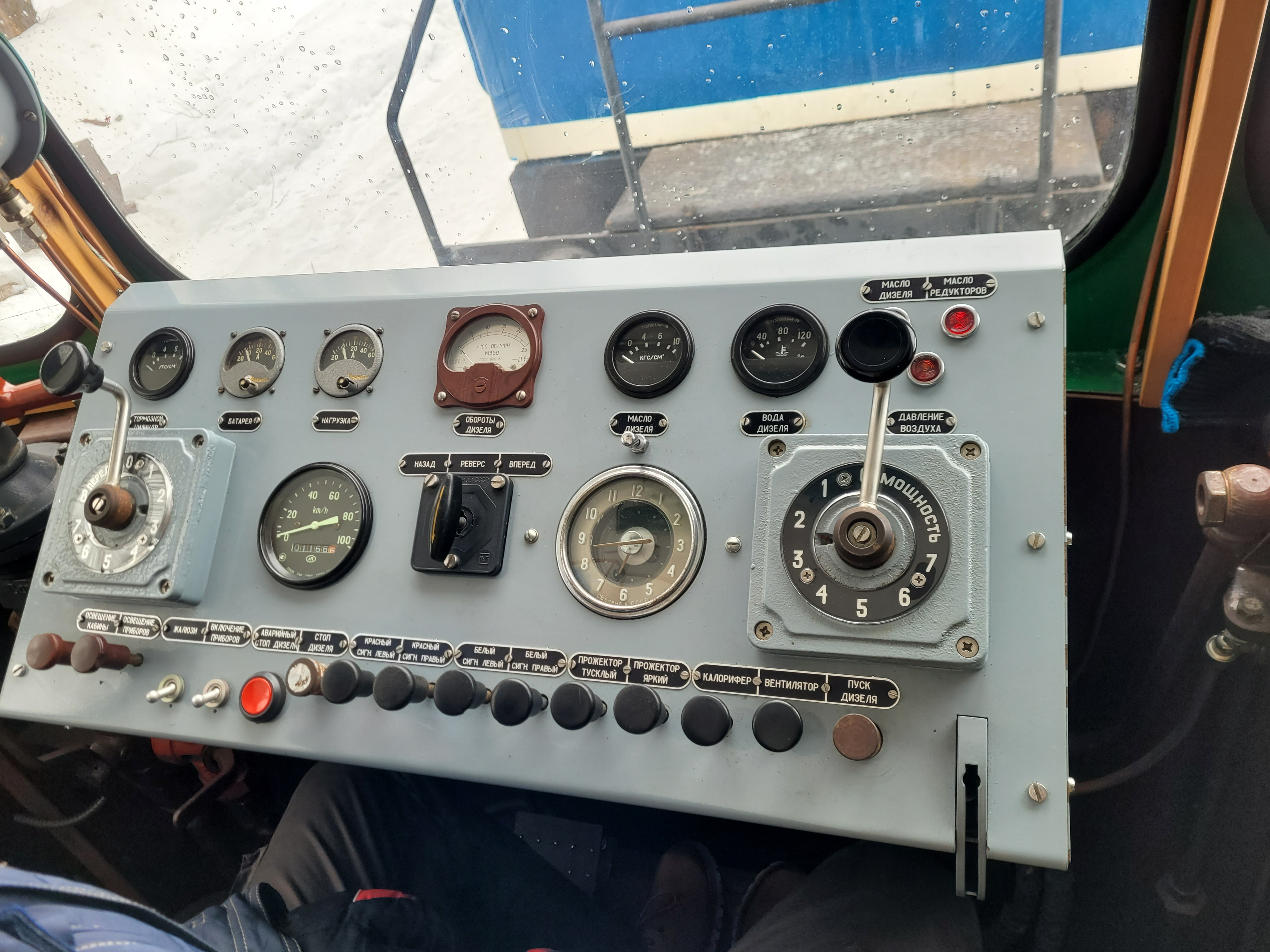
Пульт управления АМ1-169
- Вид из кабины АМ1-169

## Эксплуатация
После начала поставок автомотрисы оказались распределёнными почти по всей территории РСФСР и Белорусской ССР. Известно, что числившиеся ранее на Басьяновском торфопредприятии машины с номерами 003 и 258 в 2000 году были переправлены из России в Германию, а в 2011 году проданы в Румынию компании Calea Ferata Ingusta. Обе автомотрисы подверглись глубокой модернизации (в частности, были установлены другие силовые агрегаты). По состоянию на март 2021 года имеются достоверные данные об эксплуатации по прямому назначению из всех построенных машин только вышеупомянутой АМ1-003 (восстановлена до рабочего состояния), на лесной железной дороге Вишеу-де-Сус (рум. Vişeu de Sus), а также АМ1-169 (восстановлена до рабочего состояния, введена в эксплуатацию в феврале 2021 года на Тёсовской УЖД. При этом в Румынии, кроме маркировки «АМ-1» и «003», на лобовой части машины была закреплена табличка с надписью «ROSSIA 1».
Согласно известным данным по приписке АМ1 остальные машины либо списаны, либо отстранены от нормальной эксплуатации; часть из них передана в музеи. Судьба многих автомотрис АМ1 остаётся неизвестной.

## Сохранённые автомотрисы
По состоянию на май 2021 года имеются данные по шести автомотрисам АМ1, сохранённым для истории.

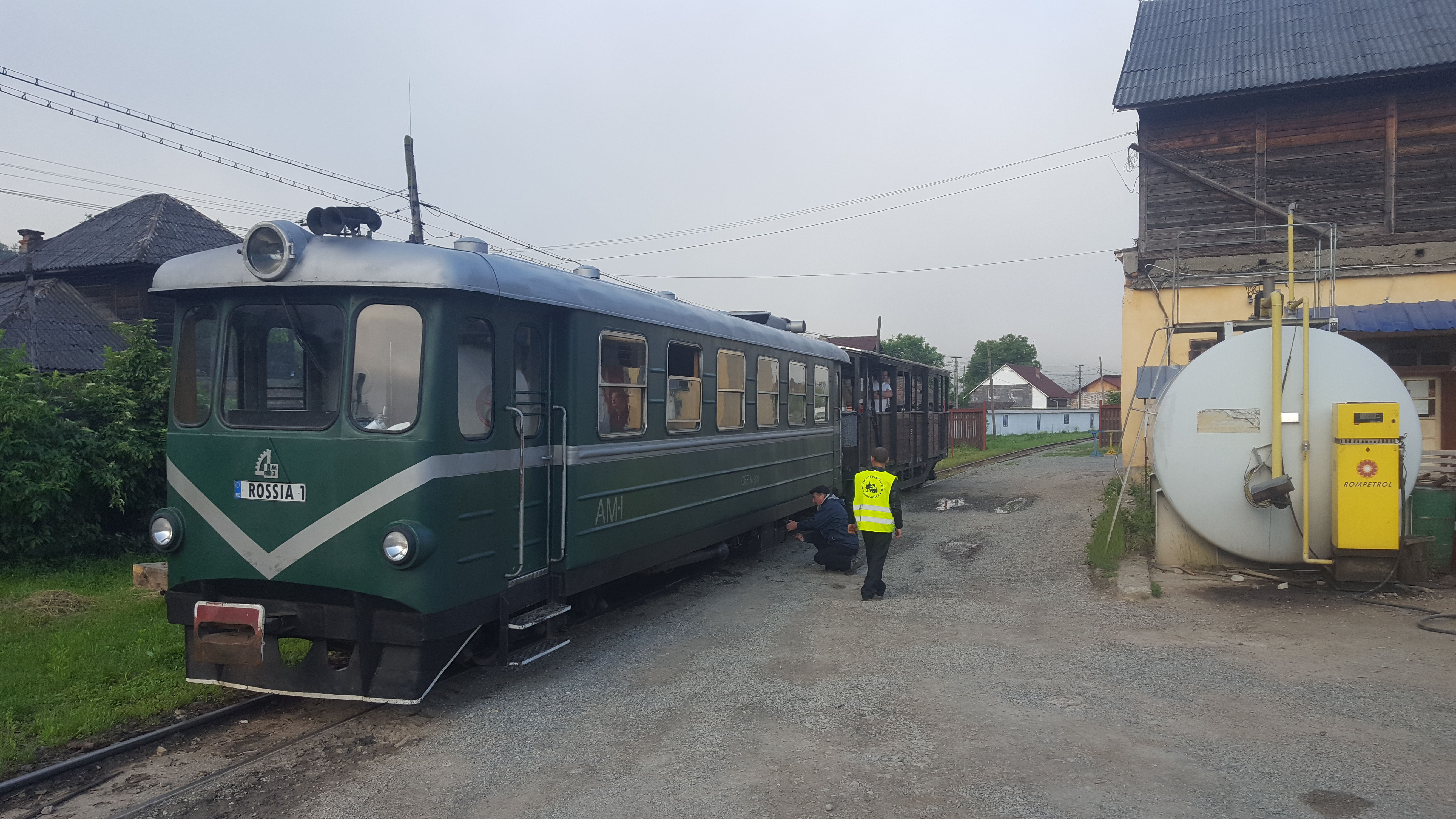
Эксплуатация АМ1-003 в составе туристического поезда на лесной железной дороге Вишеу-де-Сус

### АМ1-003
Как уже отмечалось выше, эта автомотриса передана в Румынию и является действующей (вся лесная железная дорога при городе Вишеу-де-Сус, включая подвижной состав, является памятником).

### АМ1-093
Данная машина в июне 2015 года привезена в Москву из посёлка Большеорловский, Нижегородской области. С июня 2015 по июль 2017 года стояла на хранении в Музее Индустриальной культуры. Работы по восстановлению проводятся участниками проектов «Поезд напрокат» и «Заповедные железные дороги» при поддержке Переславского железнодорожного музея (машину планируется восстановить до рабочего состояния). На начальной стадии это был практически пустой корпус. В конце апреля 2016 года из Белоруссии были доставлены оригинальные тележки, а в ноябре того же года удалось получить оригинальные детали интерьера (из списанного вагона ПВ40). В феврале 2017 года при поддержке руководства ДМЗ удалось получить чертежи. Летом 2017 года автомотриса перевезена в Переславский железнодорожный музей, где с 2018 года периодически продолжаются работы по реставрации.

Этапы восстановления АМ1-093
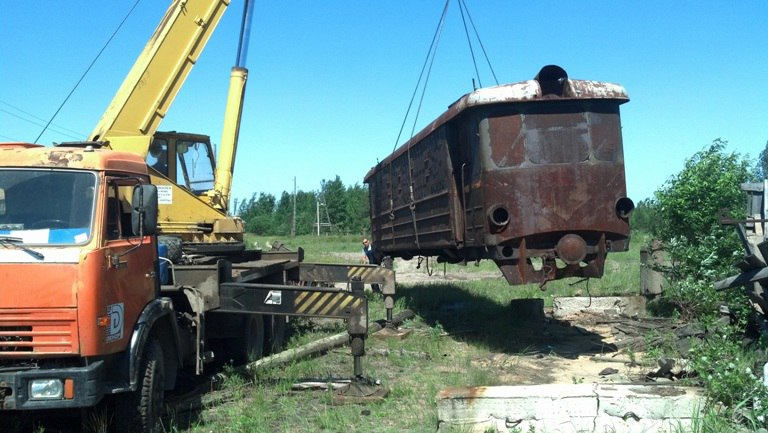
Исходное состояние АМ1-093. Погрузка на трейлер
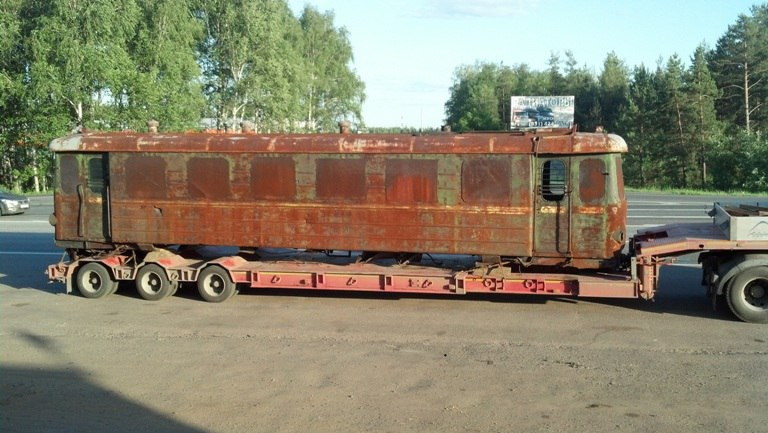
Транспортирование в музей
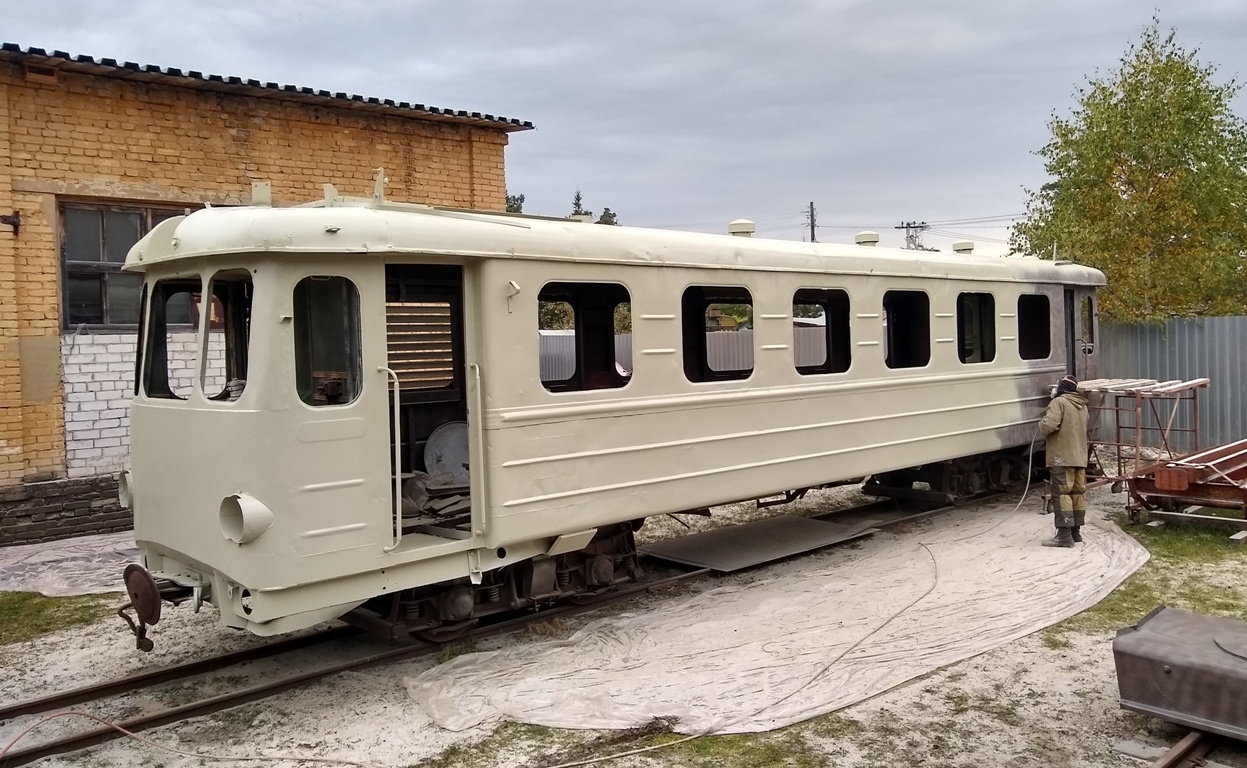
Кузов на тележках. Нанесение грунтовки

### АМ1-169

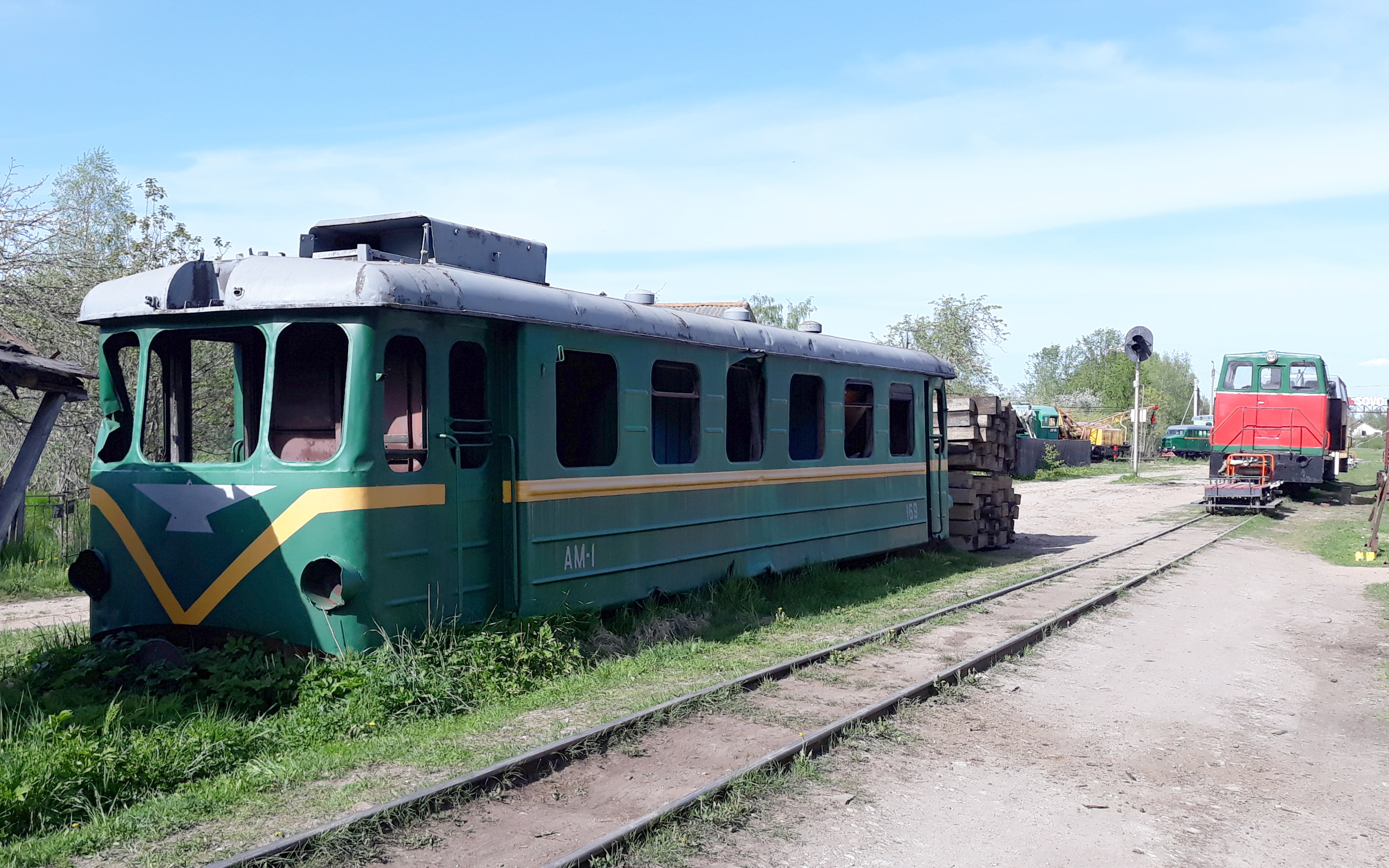
АМ1-169 (кузов) в музее Тёсовской УЖД в 2019 году, до восстановления

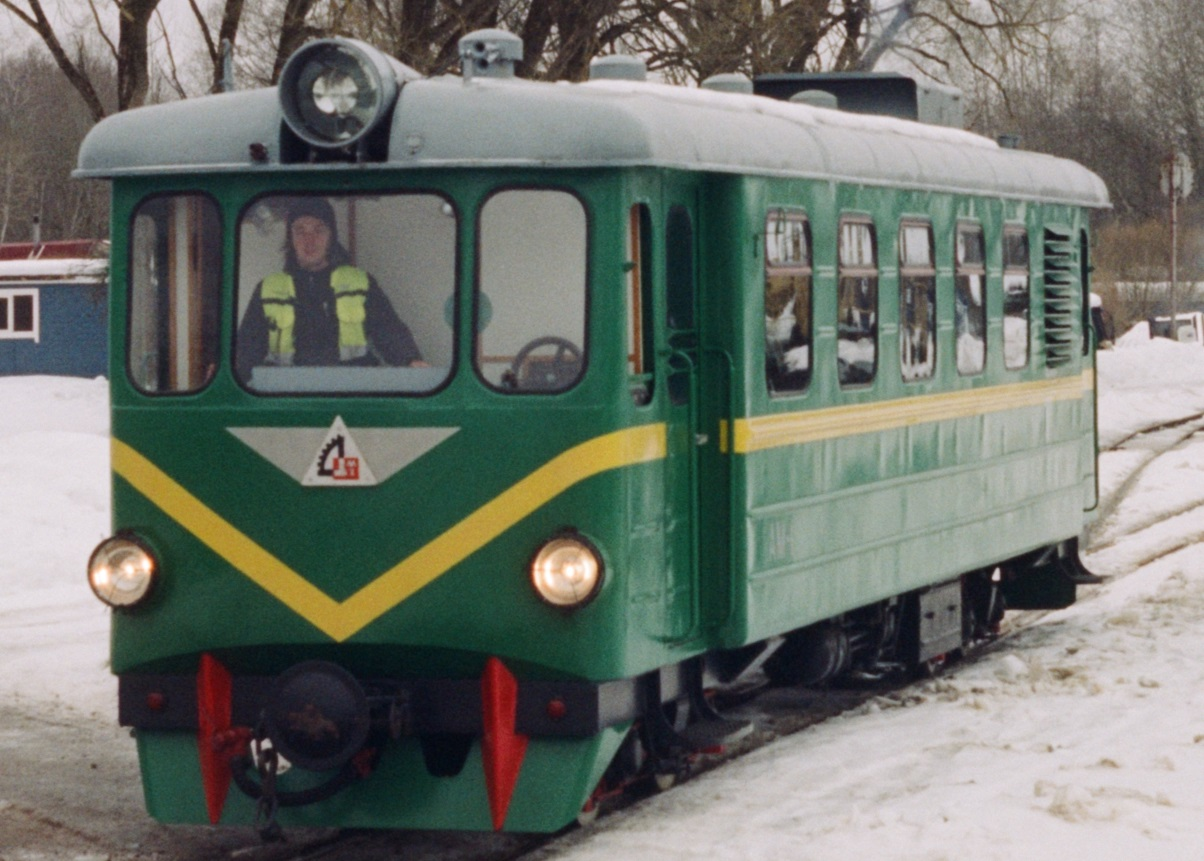
Восстановленная АМ1-169 на путях музея Тёсовской УЖД, 2022 год

После постройки направлена на лесовозную Аникинскую УЖД (в Кировской области). В ходе эксплуатации произошло лобовое столкновение автомотрисы с лесовозным сцепом. Обнаружена на той же дороге в ходе экспедиции в 2017 году сотрудниками музея Тёсовской УЖД, в котором и стали проводиться работы по восстановлению.
Помимо лобового столкновения, приведшего к деформации кабины, негативное воздействие на кузов оказали кислота (кузов использовался как аккумуляторная мастерская) и транспортировка трелёвочным трактором. По состоянию на январь 2019 года отсутствовали оконные и лобовые стёкла, тележки и многое другое.
Тем не менее было решено не просто воссоздать облик автомотрисы, а ввести снова в эксплуатацию. Эти работы являлись частью проекта «Экспресс советских торфоразработок», осуществляемого при поддержке Фонда президентских грантов и предполагающего организацию туристических поездок по Тёсовской УЖД на действующем музейном экспонате до конца 2020 года.
Для восстановления автомотрисы АМ1-169 использованы части самой АМ1-169 и четырёх других автомотрис той же серии, а также некоторые узлы и детали унифицированного подвижного состава (вагонов ПВ40, самоходных электростанций ЭСУ и тому подобное) и даже созданные заново. На момент обнаружения АМ1-169 представляла собой почти пустой кузов, на основе которого воссоздавалась машина (отсюда и взят порядковый номер 169). В посёлке Тёсово-Нетыльском удалось обнаружить половину кузова АМ1-267, некоторые узлы которого удалось использовать для восстановления кузова АМ1-169. Две тележки получили от двух списанных АМ1 (одну из клуба «УЖД Северо-Запада», другую с белорусского торфопредприятия «Дитва»), но обе оказались поддерживающие. Для получения ведущей тележки одну из них пришлось переделывать. Для этого были изготовлены и приварены крепления реактивных тяг осевых редукторов, изготовлена и приварена поперечная усиливающая пластина, выполнена прорезка отверстия в люльке для возможности установки карданного вала между осевыми редукторами. Колёсные пары с редукторами взяты от самоходной электростанции семейства ЭСУ, которая унифицирована по ходовой части с АМ1. Также для восстановления ходовой части удалось получить снятые в процессе модернизации узлы с вышеупомянутой автомотрисы АМ1-258 (в Румынии их сняли для замены, но не успели утилизировать). Таким образом удалось получить двигатель ЯАЗ-М204 с оригинальным сервоприводом регулятора числа оборотов, коробку передач, реверс-режимная коробку, контроллеры управления мощностью двигателя и контроллеры переключения передач и реверса, пакетники переключения реверса и компрессор. Элементы отделки салона взяты от вагонов ПВ40. Некоторые кнопки получены из Казахстана (от тепловоза ТУ2).
Как и в случае с АМ1-093, для проведения восстановительных работ была использована конструкторская документация ДМЗ (получена при поддержке ДМЗ и АО «Трансмашхолдинг»), по которой изготовили заново около 200 элементов конструкции (в том числе пульты управления, электрощит, топливные баки, аккумуляторный ящик, песочницы). Во времена выпуска АМ1 в документацию периодически вносились изменения, поэтому некоторые элементы конструкции не вписывались в восстанавливаемую машину; такие элементы приходилось подгонять, а некоторые проектировать и изготавливать заново.
Некоторые нововведения в конструкции машины пришлось ввести в виду рациональности. Как было сказано выше, исходная конструкция масляного насоса и системы охлаждения не обеспечивали надёжное смазывание и теплоотвод от механизмов при стоянке с работающим двигателем, что приводило к преждевременному износу соответствующих узлов. Во избежание этого вместо штатного установлен шестерёнчатый насос с приводом от коленвала дизеля, а систему охлаждения выполнили по подобию автомобильной — применили электровентилятор с креплением на самом радиаторе. В электрооборудовании оставили напряжение 12 В и применили 220 В от преобразователя напряжения. Для освещения салона применили светодиодные, но внешне аналогичные оригинальным лампы.
К середине мая 2020 года завершено восстановление кузова и ходовой части машины. К сентябрю 2020 года завершены установка двигателя, коробки передач и реверс-режимной коробки; восстановлен салон; велись монтаж электрооборудования и подготовка к пусконаладочным работам.
В феврале 2021 года автомотриса введена в эксплуатацию. 28 февраля коллектив музея сообщил о завершении восстановительных работ.

### АМ1-222
В октябре 2019 года передана в АНО «Музей железной дороги» в Кировской области. Требует восстановления.

### АМ1-248
Передана на Малую Свердловскую железную дорогу (детскую), где имеется свой музей узкоколейных железных дорог. По состоянию на 2019 год уже велись работы по восстановлению. В 2023 году доведена до рабочего состояния. Ранее машина работала в Берендеевском торфопредприятии, позднее в Ивановском торфопредприятии (Купанское транспортное управление). С 1990-х годов была в Переславском железнодорожном музее (посёлок Талицы), откуда в 2003 году была переправлена в деревню Якутино для так и не построенного центра туризма с небольшой узкоколейной железной дорогой. Для восстановления использованы тележки от электростанции семейства ЭСУ и двигатель ЯМЗ-236.

### АМ1-258
Как было сказано выше, АМ1-258 восстанавливалась в Румынии параллельно с АМ1-003 с проведением модернизации (замена силовой установки и прочих узлов, с использованием некоторых, снятых с неё, для АМ1-169). Сведений о введении в эксплуатацию и дальнейшей судьбе не обнаружено.

### Комментарии
1. ↑  Под названием «Россия 1» («Rossia 1») эксплуатируется автомотриса АМ1-003 на лесной железной дороге Вишеу в Румынии